# Открытый чемпионат США по теннису 2010
Открытый чемпионат США по теннису 2010 года — 130-й розыгрыш ежегодного профессионального теннисного турнира серии Большого шлема, проводящегося в американском городе Нью-Йорк на кортах местного Национального теннисного центра. Традиционно выявляются победители соревнования в девяти разрядах: в пяти — у взрослых и четырёх — у старших юниоров.
В 2010 году матчи основных сеток прошли с 30 августа по 13 сентября. Соревнование традиционно завершало сезонов турниров серии в рамках календарного года. В 7-й раз подряд турниру предшествовала бонусная US Open Series для одиночных соревнований среди взрослых, шестёрка сильнейших по итогам которой, исходя из своих результатов на Открытом чемпионате США, дополнительно увеличивала свои призовые доходы.
Прошлогодние победители среди взрослых:
- в мужском одиночном разряде —  Хуан Мартин дель Потро
- в женском одиночном разряде —  Ким Клейстерс
- в мужском парном разряде —  Лукаш Длоуги и  Леандер Паес
- в женском парном разряде —  Серена Уильямс и  Винус Уильямс
- в смешанном парном разряде —  Тревис Пэрротт и  Карли Галликсон

## US Open Series
| Поз. | Теннисист      | Очков | US Open 2010 | Бонусные призовые |
| ---- | -------------- | ----- | ------------ | ----------------- |
| 1    | Энди Маррей    | 170   | 3-й раунд    | $ 70 000          |
| 2    | Роджер Федерер | 170   | 1/2 финала   | $ 125 000         |
| 3    | Марди Фиш      | 140   | 4-й раунд    | $ 17 500          |

| Поз. | Теннисистка        | Очков | US Open 2010 | Бонусные призовые |
| ---- | ------------------ | ----- | ------------ | ----------------- |
| 1    | Каролина Возняцки  | 185   | 1/2 финала   | $ 250 000         |
| 2    | Ким Клейстерс      | 125   | Титул        | $ 500 000         |
| 3    | Светлана Кузнецова | 115   | 4-й раунд    | $ 17 500          |

## Соревнования

### Взрослые

#### Мужчины. Одиночный турнир
Рафаэль Надаль обыграл  Новака Джоковича со счётом 6-4, 5-7, 6-4, 6-2.
- Надаль выигрывает свой 6-й титул в году и 42-й за карьеру.
- Надаль выигрывает свой третий Большой шлем в году и 9-й за карьеру. Это первая победа испанца на американском турнире.

#### Женщины. Одиночный турнир
Ким Клейстерс обыграла  Веру Звонарёву со счётом 6-2, 6-1.
- Клейстерс защитила свой прошлогодний титул, в третий раз за карьеру победив на американском турнире.

#### Мужчины. Парный турнир
Боб Брайан /  Майк Брайан обыграли  Рохана Бопанну /  Айсама-уль-Хака Куреши со счётом 7-6(5), 7-6(4).
- Братья Брайаны выигрывают свой 9-й турнир Большого Шлема.
- Индо-пакистанский дуэт проигрывает свой дебютный финал турнира Большого шлема.

#### Женщины. Парный турнир
Ваня Кинг /  Ярослава Шведова обыграли  Лизель Хубер /  Надежду Петрову со счётом 2-6, 6-4, 7-6(4).
- Американо-казахстанский дуэт выигрывает свой второй турнир Большого шлема во втором финале.
- Во всех парах-победительницах турниров Большого шлема присутствовала гражданка США.

#### Микст
Лизель Хубер /  Боб Брайан обыграли  Квету Пешке /  Айсама-уль-Хака Куреши со счётом 6-4, 6-4.
- Хубер и Брайан выигрывают свой второй совместный турнир Большого шлема.
- Для Боба это 7-й турнир Большого шлема в миксте и 4-й на данном турнире.

### Юниоры

#### Юноши. Одиночный турнир
Джек Сок обыграл  Дениса Кудлу со счётом 3-6, 6-2, 6-2.
- представитель США выигрывает домашний турнир впервые за пять лет.
- Представитель США выигрывает турнир серии впервые за 13 соревнований.

#### Девушки. Одиночный турнир
Дарья Гаврилова обыграла  Юлию Путинцеву со счётом 6-3, 6-2.
- Представительница России выигрывает американский турнир Большого шлема впервые за пять лет.
- Представительница России выигрывает турнир серии впервые за семь соревнований.

#### Юноши. Парный турнир
Дуильо Беретта /  Роберто Кирос обыграли  Оливера Голдинга /  Иржи Веселого со счётом 6-1, 7-5.
- Перуано-эквадорский дуэт выигрывает второй турнир Большого шлема в году.

#### Девушки. Парный турнир
Тимея Бабош /  Слоан Стивенс на отказе обыграли  Ан-Софи Местах /  Сильвию Нирич.
- Американо-венгерский дуэт выигрывает 3 из 4 турниров Большого шлема в сезоне.
- Впервые за 13 лет американка выигрывает домашний турнир в паре.